# 1827
- Wikisource

| Calendário gregoriano                                                        | 1827 MDCCCXXVII                     |
| Ab urbe condita                                                              | 2580                                |
| Calendário arménio                                                           | 1276 – 1277                         |
| Calendário bahá'í                                                            | -17 – -16                           |
| Calendário budista                                                           | 2371                                |
| Calendário chinês                                                            | 4523 – 4524 Início a 27 de janeiro  |
| Calendário copta                                                             | 1543 – 1544                         |
| Calendário etíope                                                            | 1819 – 1820                         |
| Calendários hindus - Vikram Samvat - Calendário nacional indiano - Cáli Iuga | 1882 – 1883 1748 – 1749 4927 – 4928 |
| Calendário Holoceno                                                          | 11827                               |
| Calendário islâmico                                                          | 1243 – 1244                         |
| Calendário judaico                                                           | 5587 – 5588                         |
| Calendário persa                                                             | 1205 – 1206 Início a 22 de março    |
| Calendário rúnico                                                            | 2077                                |
| Calendário solar tailandês                                                   | 2370                                |

1827 (MDCCCXXVII, na numeração romana) foi um ano comum do século XIX do Calendário Gregoriano, da Era de Cristo, e a sua letra dominical foi G (52 semanas), teve início numa segunda-feira e terminou também numa segunda-feira.
| Ano completo                         |
| ------------------------------------ |
| Ano comum com início à segunda-feira |

## Eventos
- A Inglaterra reconheceu a independência do Brasil, mas para isso, exigiu a renovação do Tratado de Comércio e Navegação por mais quinze anos.
- O Braile é inventado pelo francês Louis Braille neste ano, em Paris.

### Fevereiro
- 13 de fevereiro - Guerra da Cisplatina: inicia-se a Batalha de Vacacai.
- 16 de fevereiro - Guerra da Cisplatina: ocorre a Batalha de Umbu.
- 20 de fevereiro - Batalha do Passo do Rosário entre tropas brasileiras e forças argentino-uruguaias.

### Abril
- 7 de abril e 8 de abril - Batalha de Monte Santiago. Divisão naval brasileira destrói força da Marinha Argentina em episódio da Guerra da Cisplatina.

### Agosto
- 11 de agosto - Criação dos primeiros cursos jurídicos do Brasil em São Paulo, no Convento de São Francisco (futura Faculdade de Direito do Largo de São Francisco e Olinda, no Mosteiro de São Bento (futura Faculdade de Direito de Olinda e, posteriormente, Faculdade de Direito do Recife).
- 27 de agosto - Confirmação da doação da capitania da ilha de Santa Maria, Açores a António de Vasconcelos e Sousa da Câmara Caminha Faro e Veiga.

### Setembro
- 22 de setembro - O Livro de Mórmon é entregue a Joseph Smith Jr.

## Nascimentos
- 8 de março - Wilhelm Bleek.
- 29 de abril - Maria da Piedade Caetano Álvares Pereira Melo, 7.ª  Duquesa de Cadaval.
- 5 de agosto - Deodoro da Fonseca, primeiro Presidente do Brasil (m. 1892).
- 27 de setembro - Pierre Emmanuel Tirard, político francês (m. 1893).
- 26 de novembro - Ellen G. White, Profetisa.
- 5 de dezembro - António Gonçalves de Freitas em Ponta Delgada.

## Mortes
- 19 de fevereiro - Armand Augustin Louis de Caulaincourt, general e diplomata francês (n. 1773).
- 5 de março - Alessandro Volta, cientista italiano, inventor da pilha elétrica (n. 1745).
- 5 de março - Pierre Simon Laplace, matemático francês (n. 1749).
- 26 de março -  Ludwig van Beethoven, famoso compositor alemão.
- 12 de agosto - William Blake, poeta, pintor e gravador inglês (n. 1757).
- 4 de setembro - Heinrich Boie, zoológo alemão (n. 1794).
- 22 de setembro - Joseph Smith Jr., Recebe as placas de ouro, da mãos de Morôni.

## Por tema
- 1827 na arte
- 1827 no Brasil
- 1827 na ciência
- 1827 na literatura
- 1827 na música